# Underdog (polski film)
Underdog – polski dramat sportowy z elementami filmu akcji 2019 roku. Reżyserem filmu jest współwłaściciel federacji KSW – Maciej Kawulski. Uroczysta premiera odbyła się 8 stycznia, kinowa – 11 stycznia, natomiast 17 maja 2019 film został wydany na nośnikach DVD.

## Fabuła[2]
„Underdog” to historia inspirowana prawdziwymi wydarzeniami. Na ich podstawie powstał scenariusz autorstwa Mariusza Kuczewskiego. Borys „Kosa” Kosiński (Eryk Lubos) to zawodnik MMA, który jest u szczytu formy. W najważniejszej walce ze swoim największym rywalem Deni Takaevem (Mamed Khalidov) popełnia błąd, który przekreśla jego karierę. Traci wszystko.
„Underdog” to opowieść o słabościach i sile człowieka, zwątpieniu, które pokonuje rodząca się miłość, o walce z przeciwnościami losu i podniesieniu po upadku, poświęceniu, rodzinie i przyjaźni. MMA, czyli mieszane sztuki walki, to sport, który budzi ogromne emocje. Zawodnicy walczą w klatkach i używają każdej dozwolonej techniki, by pokonać przeciwnika. „Underdog” to pełnokrwisty obraz kulis sportowego świata oczami zawodnika.

## Obsada[3]
- Eryk Lubos – Borys „Kosa” Kosiński
- Mamed Chalidow – Deni Takaev
- Emma Giegżno – Sonia Bogucka
- Aleksandra Popławska – Nina Bogucka
- Janusz Chabior – trener „Kosy”
- Tomasz Włosok – Tomek
- Jarosław Boberek – Dziedzic
- Mariusz Drężek – „Puszkin”
- Zbigniew Paterak – ojciec „Kosy”
- Michał Mikołajczak – „Nagan”
- Krzysztof Kiersznowski – policjant Janusz Cieślak
- Bartosz Obuchowicz – „Mądrala”
- Piotr Miazga – dresiarz
- Sławomir Mandes – policjant
- Jędrzej Taranek – sprzedawca
- Dmitrii Smoliakov – Dima
- Rafał Iwaniuk – „Ruski”
- Roman Szymański – „Szymek”
- Paweł Ferens – „Banan”
- Dawid Czupryński – koleś
- Klaudia Pazdan – młoda dziewczyna
- Anna Kraszewska – młoda dziewczyna
- Katarzyna Bargiełowska – starsza pani
- Dariusz Buźniak – ochroniarz klubu
- Maciej Kawulski – włodarz KSW
- Martin Lewandowski – włodarz KSW
- Łukasz Jurkowski – komentator
- Andrzej Janisz  – komentator
- Ayub Magamadov – trener Deniego Takaeva
- Tomasz Bronder – sędzia główny
- Waldemar Kasta – announcer
- Karol Gałuszko – chłopak w kawiarni
- Eugeniusz Kawulski – kierowca Puszkina
- Kamil Waluś – Spaślak
- Kazimierz Tarajda – trener
- Aron Viktor Buźniak – zawodnik
- Kamil Birgiel – zawodnik
- Mariusz Filipowicz – zawodnik
- Piotr Kułak – zawodnik
- Jakub Gąsowski – zawodnik
- Paweł Dragunajtis – zawodnik
- Sylwester Zieliński – zawodnik
- Marek Ostrowski – zawodnik
- Łukasz Chojno – pracownik w parowozowni
- Kamil Gubicki – pracownik w parowozowni
- Jerzy Krajewski – pracownik w parowozowni
- Paweł Jusiński – ochroniarz Dziedzica
- Pola Piłat – córka na widowni
- Vahagn Petrosyan – cutman
- Karol Kosak – corner Borysa
- Jacek Kowalik – cageboy
- Roberto Soldić – zawodnik na konferencji
- Damian Janikowski – zawodnik na konferencji
- Paweł Mikołajuw – zawodnik na konferencji
- Paulina Radke – młoda policjantka
- Adrian Kłos – „Czarny”

## Odbiór
Film został negatywnie oceniony przez krytyków. W serwisie Mediakrytyk.pl przyznano mu średnią ocenę w postaci 5,6/10 (wyciągniętą na podstawie trzydziestu trzech recenzji). W recenzji dla serwisu Po napisach uznano, że projekt „może zostać polecony jedynie fanom MMA”.